# Symbol (película)
Symbol es una comedia fantástica escrita, dirigida y protagonizada por Hitoshi Matsumoto. Fue estrenada el 17 de septiembre de 2009, en el Toronto International Film Festival.

## Sinopsis
Dos historias se suceden de forma paralela. En la primera, Esgargot man un luchador de lucha libre mexicana en decaída se prepara para un combate contra oponentes más jóvenes que él. En la segunda, un anónimo hombre japonés despierta en una estancia blanca y uniformemente iluminada, carente de puertas y con paredes desnudas a excepción de una pequeña protuberancia en una de ellas.
- Datos: Q606991